# Bisera Turković
Bisera Turković, née Bisera Rešić le 8 décembre 1954, est la ministre des Affaires étrangères de Bosnie-Herzégovine dans le gouvernement de Zoran Tegeltija depuis le 23 décembre 2019.